# بروميد البيكورونيوم
بروميد البيكورونيوم أو بيبيكورونيوم (أردوان) هو مرخي للعضلات أمينوستيرويد ثنائي رباعي يمنع مستقبلات الأسيتيل كولين النيكوتينية عند الوصل العصبي العضلي. وهو أيضًا خصم للمستقبلات المسكارينية M2 وM3 وهو أقوى محصر عصبي عضلي من فئة الأمينوستيرويد. يباع تحت الأسماء التجارية Arduan وPycuron. 